# Дурнышев, Алексей Алексеевич
Алексей Алексеевич Дурнышев (15 марта 1917, д. Смолеевка, Ряжский уезд, Рязанская губерния, Российская империя — 30 апреля 2007, Екатеринбург, Россия)— фрезеровщик Уральского завода тяжёлого машиностроения имени С. Орджоникидзе, Герой Социалистического Труда, награжден орденом Ленина.

## Биография
Родился 15 марта 1917 года в деревне Смолеевка Ряжского уезда Рязанской губернии (ныне — Ухоловский район Рязанской области). Отец — Дурнышев Алексей, мать — Дурнышева (урож. Воронкова) Татьяна Ивановна.
В 1935 году, в возрасте 18 лет, поступил на Уралмашзавод в первый механический цех. Сразу стал членом ОСОАВИАХИМ. В 1936 году продолжал работать в первом механическом цехе. В 1937 году был зачислен в планерную школу при свердловской аэроклубе.
В 1939—1947 годах служба в рядах Советской Армии. В 1939—1941 годах служил на Дальнем Востоке, окончил Хабаровское пехотное училище, лейтенант. В рядах краснознамённой Сибирской стрелковой дивизии участвовал в советско-японской войне.
В 1947 году вернулся на Уралмашзавод в механический цех буровых машин. С 1979 года и до выхода на пенсию — мастер-наставник группы фрезеровщиков в ГПТУ-1 города Свердловска.
Награждён двумя орденами Ленина (05.04.1971; 03.01.1974), медалями, в том числе «За трудовую доблесть» (09.07.1966).
Скончался 30 апреля 2007 года в Екатеринбурге. Похоронен на Северном кладбище Екатеринбурга.

### Семья
Жена — Дурнышева (урож. Красникова) Зоя Петровна (22.10.1926-01.05.2009), сын Сергей (07.02.1949-16.08.2011).

## Награды
Заслуги Алексея Алексеевича неоднократно были отмечены различными наградами:
- 1974 — звание Героя Социалистического Труда с вручением ордена Ленина и золотой медали «Серп и Молот» «за выдающиеся успехи в выполнении и перевыполнении планов 1973 года и принятых социалистических обязательств»[4][5];
- 1978 — 10-тысячной буровой установке Уралмашзавода присвоено имя А. А. Дурнышева[6].